# Andrei Cristea
Pour les articles homonymes, voir Cristea.
Andrei Cristea (né le 15 mai 1984 à Bacău) est un ancien joueur de football roumain, évoluant au poste d'attaquant.

## Palmarès

### En club
- Avec le Steaua Bucarest
  - Champion de Roumanie en 2005 et 2006
  - Vainqueur de la Supercoupe de Roumanie en 2006

- Avec le Dinamo Bucarest
  - Vainqueur de la Supercoupe de Roumanie en 2012

### Distinction individuelle
- Meilleur buteur du Championnat de Roumanie en 2010 (16 buts)